# Giuseppe Caraci
Giuseppe Caraci (Firenze, 23 dicembre 1893 – Roma, 28 settembre 1970) è stato un geografo, storico della geografia e della cartografia italiano.

## Biografia
Nacque da Biagio Caraci e da Domenica Longo. Studiò a Firenze e Palermo. 
Iniziò a collaborare con la Rivista geografica italiana dal 1912 e da allora pubblico numerosi studi di storia della geografia e della cartografia. Partecipò alla prima guerra mondiale.
Ottenne la laurea in lettere nel 1918, presso l'Istituto di studi superiori di Firenze.
Dopo aver ottenuto la libera docenza nel 1925, iniziò la carriera accademica, prima come professore incaricato di geografia presso l'Università degli Studi di Milano dal 1928 al 1930, e poi come ordinario presso l'Istituto superiore di magistero di Messina dal 1932 al 1936 e la facoltà di lettere dell'Università di Pisa dal 1936 al 1946
Ebbe uno notevole spirito nazionalistico ed aderì al regime fascista. Ebbe animati conflitti con vari specialisti di storia delle esplorazioni e di cartografia stranieri dell'epoca, tra cui il portoghese Armando Cortesão e il francese Marcel Destombes, polemizzando con loro per rivendicare la supremazia degli Italiani nel settore. Fu critico nei confronti degli studi riguardanti le navigazioni precolombiane e sostenne che furono ininfluenti rispetto all'esplorazione di Cristoforo Colombo.
Dopo la seconda guerra mondiale insegno geografia presso la facoltà di magistero dell'Università di Roma, dal 1946 al 1964. 
Fece importanti studi su Amerigo Vespucci sostenendo l'autenticità dei viaggi a lui attribuiti, in particolare le esplorazioni del 1499-1500 e del 1501-1502. Compì importanti studi sulla Mappa di Vinland (Vinland Map) volti a dimostrarne la falsità. Collaborò alla redazione della Geografia universale diretta da Roberto Almagià ed all'Enciclopedia italiana edita da Treccani.